# Kieran Smith
Kieran Smith (født 20. maj 2000) er en konkurrencesvømmer fra USA. 
Han svømmede under sommer-OL 2020, hvor han vandt bronzemedalje på 400 meter fri.